# Кити
Кѝти (на гръцки: Κίτι) е село в Кипър, окръг Ларнака. Според статистическата служба на Република Кипър през 2001 г. селото има 3140 жители.
Намира се на 11 km югозападно от Ларнака.